# Jan Arnošt Antonín ze Schaffgotsche
Jan Arnošt Antonín hrabě ze Schaffgotsche (Jan Arnošt Antonín hrabě ze Schaffgotsche, svobodný pán z Kynastu a Greiffensteinu, německy Johann Ernst Anton Graf von Schaffgotsch, Freiherr von Kynast und Greiffenstein; 27. prosince 1675 Friedeberg (Dobromierz), Svídnické knížectví – 9. červenec 1747 Nechanice[zdroj?]) byl slezský šlechtic ze starobylého rodu Schaffgotschů. Díky dědictví a sňatku získal majetek ve východních Čechách, poté zastával vysoké úřady ve správě Českého království, nakonec byl nejvyšším purkrabím.

## Původ a kariéra
Pocházel z české větve původem německého rodu Schaffgotschů usazeného od 14. století ve Slezsku. Narodil se jako syn Jana Viléma (1650–1691) na zámku Friedeberg (od roku 1945 polský Dobromierz) poblíž Svídnice, který byl krátce majetkem jeho otce. Absolvoval kavalírskou cestu po Evropě, doložen je například studijní pobyt ve Florencii. Jako dvacetiletý zdědil po strýci Janu Arnoštovi (1623–1695) rodový fideikomis Sadová-Bílá Třemešná ve východních Čechách a vzápětí se do Čech natrvalo přestěhoval.
V roce 1696 dosáhl potvrzení panského stavu pro České království a v roce 1703 obdržel český hraběcí titul. Kariéru v českých zemských úřadech zahájil jako rada apelačního soudu v roce 1701, zároveň byl jmenován císařským komořím. Dále pak postupoval jako prezident apelačního soudu (1712–1717), nejvyšší sudí (1717–1721) a nejvyšší komorník Českého království (1721–1734), od roku 1717 byl též císařským tajným radou, z titulu svých zemských úřadů byl také členem sboru místodržících. V letech 1734–1747 byl nejvyšším purkrabím Českého království a za zásluhy získal v roce 1739 Řád zlatého rouna. V době francouzské okupace a krátké vlády Karla Albrechta Bavorského (1741–1742) měl jako nejvyšší zemský úředník holdovat novému panovníkovi, tomuto úkolu se ale vyhnul odjezdem z Prahy. Naopak později byl členem soudu (judicium delegatum) nad těmi, kteří bavorskou okupaci podpořili.

## Majetkové a rodinné poměry
Původně sídlil na zámku Sadová, který nechal rozšířit přístavbou věže a zřízením kaple sv. Kříže (zámek dnes již neexistuje). Později jako vysoký zemský úředník začal budovat honosné sídlo v Praze. Základem se stal dům čp. 7 v Panské ulici na Novém Městě, který byl též součástí dědictví po strýci. K tomuto domu postupně přikoupil několik sousedních domů a dvorů a v letech 1716–1720 došlo k přestavbě do současné podoby. Podle dobového popisu měl palác 25 pokojů, domácí kapli a stáje pro 20 koní. Neustálé stavební úpravy a údržba paláce zatěžovaly rozpočet Jana Arnošta a po jeho smrti potomci palác prodali (1754).

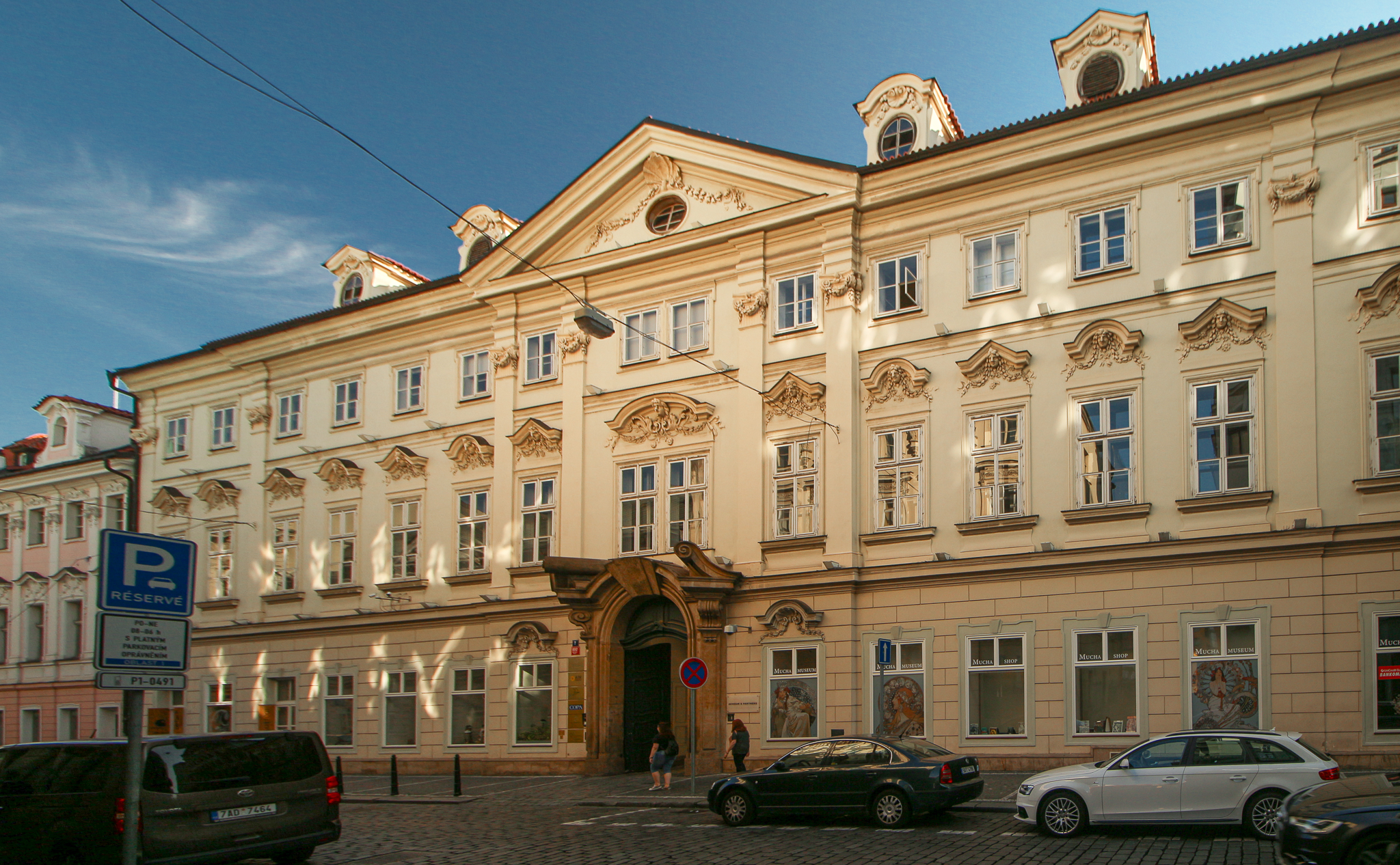
Pražské sídlo Jana Arnošta Antonína Schaffgotsche, nynější Kounický palác na Novém Městě

Významnou stopu zanechal Jan Arnošt Antonín v Lázních Bělohrad, které získal sňatkem s hraběnkou Marií Barborou z Valdštejna (1675–1748). Zdejší zámek začali stavět již Valdštejnové, dokončení stavby probíhalo až ve dvacátých letech 18. století za předpokládané, i když nedoložené účasti J. B. Santiniho-Aichla. Za Schaffgotschů se Lázně Bělohrad úspěšně rozvíjely, napomohlo tomu i povolání osadníků z Horního Maršova, který taktéž patřil do rodového majetku. Mimo jiné proslul jako mecenáš umění, doložena je finanční podpora hudebním skladatelům a spolu s manželkou byl donátorem 5. kaple poutní cesty do Hájku.
Manželství uzavřel v roce 1697 s Marií Barborou Eliškou z Valdštejna (1675–1748) a měl s ní pět dětí. Synové Václav (1702–1752), Arnošt Vilém (1704–1766) a Josef Vilibald (1706–1772) zastávali úřady ve státní správě. Dcera Marie Barbora (1721–1789) se poprvé provdala za vzdáleného příbuzného Františka Gottharda ze Schaffgotsche (1711–1738) ze slezské rodové větve, jejím druhým manželem se stal hrabě Heřman Jakub Černín z Chudenic (1706–1784).